# أليكسي أندريفيتش ألكسيف
أليكسي أندريفيتش ألكسيف (بالروسية: Алексей Андреевич Алексеев)‏ هو لاعب كرة قدم روسي في مركز الهجوم، ولد في 12 يونيو 1988 في كراسنوغورسك في روسيا. لعب مع بالتيكا كالينينغراد.

## وصلات خارجية
- أليكسي أندريفيتش ألكسيف على موقع الاتحاد الأوربي (الإنجليزية)
- أليكسي أندريفيتش ألكسيف على موقع قاعدة بيانات كرة القدم.إي يو (الإنجليزية)
- أليكسي أندريفيتش ألكسيف على موقع Soccerway.com (الإنجليزية)
- أليكسي أندريفيتش ألكسيف على موقع عالم كرة القدم.نت (الإنجليزية)